# Phisalixella iarakaensis
Phisalixella iarakaensis är en ormart som beskrevs av Domergue 1994. Phisalixella iarakaensis ingår i släktet Phisalixella och familjen Lamprophiidae.
Artens utbredningsområde är Madagaskar. Inga underarter finns listade i Catalogue of Life.
Arten förekommer i öns nordöstra del. Den lever i fuktiga skogar. Fram till 2011 var Phisalixella iarakaensis endast känd från ett enda exemplar. IUCN listar arten med kunskapsbrist (DD).